# Winton House

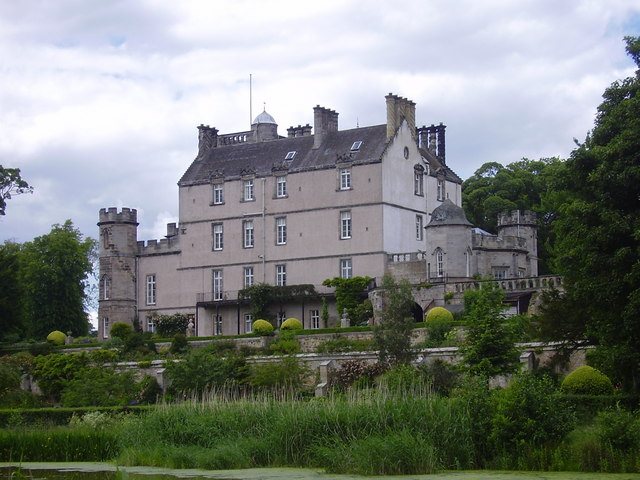
Winton House

Winton House, auch Winton Castle, ist ein Herrenhaus, das wenige hundert Meter nördlich der schottischen Ortschaft Pencaitland in der Council Area East Lothian gelegen ist. 1971 wurde das Renaissancebauwerk mit tudorgotischen Elementen in die schottischen Denkmallisten in der höchsten Kategorie A aufgenommen. Des Weiteren sind verschiedene zugehörige Bauwerke eigenständig als Denkmäler klassifiziert. Die Torzufahrt an der South Lodge sowie die North Lodge sind ebenfalls als Kategorie-A-Bauwerke eingestuft. Die South Lodge selbst sowie die Wäscherei sind Denkmäler der Kategorie B. Die zugehörigen Stallungen sind als Kategorie-C-Bauwerk klassifiziert. Ein Denkmalensemble besteht nicht. Zuletzt wurden die zugehörigen Gärten in das schottische Register für Landschaftsgärten aufgenommen.

## Geschichte
Die Geschichte der Ländereien von Winton geht zurück auf die Adelsfamilie de Quince (Quincy), die im frühen 12. Jahrhundert, zur Regierungszeit Alexander I., dort lebte. Durch Heirat gelangten sie in den Besitz der Familie de Saytens (Clan Seton). Durch David I. wurde der Besitz offiziell. Die Ländereien von Seton und Winton wurden zur Zeit Wilhelms I. vereint und um 1480 ließ George Seton, 4. Lord Seton dort einen Festungsbau errichten. Mitte des 16. Jahrhunderts zerstörten englische Truppen die Festung, die fortan als Ruine darlag.
Nach der Erhebung Robert Setons zum ersten Earl of Winton im Jahre 1600 machte sich dieser daran die Ruine instand zu setzen. Mit seinem Tod 1603 ging das im Wiederaufbau befindliche Herrenhaus an seinen Erben Robert Seton, 2. Earl of Winton über. Dieser sah sich nicht imstande die Schuldenlast, die sein Vater durch die Arbeiten an Winton House auf sich geladen hatte, zu tragen und verzichtete wenige Jahre später zugunsten seines jüngeren Bruders George auf seinen Titel. Dieser beauftragte um 1620 den Steinmetz William Wallace mit der Fertigstellung von Winton House. Die ehemalige Festung wurde hierbei signifikant erweitert, wodurch das heutige Herrenhaus entstand. Setons Hauptsitz verblieb jedoch in Seton Palace. Auch die Anlage der ersten umgebenden Gärten wird George Seton zugeschrieben.
George Seton, 5. Earl of Winton, ein Jakobit, verlor die Ländereien infolge der Jakobitenaufstände von 1715. Winton House fiel an die York Building Company und trat in eine Phase des ungenutzten Verfalls ein. Mit dem Konkurs des Unternehmens im Jahre 1779 erwarb Hamilton Nisbet, zu dessen Besitztümern unter anderem Archerfield House zählte, Winton House. Zu Beginn des 19. Jahrhunderts wurde Winton House überarbeitet und geringfügig erweitert. Seine Bedeutung blieb jedoch gegenüber dem 1876 durch einen Brand verheerten und später abgebrochenen Pencaitland House gering. Winton House wurde bis 1846 innerhalb der weiblichen Linie vererbt und fiel in diesem Jahr an Mary Elizabeth Thornton Hore-Ruthven, 8. Lady Ruthven of Freeland. Sie trug wesentlich zur Gestaltung der Parkanlagen bei, wobei auch die Verlegung der Ortschaft Winton erforderlich wurde.
Im Jahre 1920 erbte der Architekt Gilbert Ogilvy das Anwesen. Er ließ verschiedene Erweiterungen an der Ostseite abbrechen. Im Laufe des Zweiten Weltkriegs wurden Teile der Parkanlage unter den Pflug genommen und Wälder abgeholzt. In den 1950er und 1960er Jahren wurden sie wiederaufgeforstet. Aus der in den 1960er Jahren aufgegebenen Bloxholm Hall im englischen Lincolnshire wurden Torelemente in die Parkanlagen von Winton House überführt. Im späteren 20. Jahrhundert wurden Teile des Herrenhauses zu Wohneinheiten umgestaltet. Heute können Bereiche von Winton House angemietet werden.
Möglicherweise orientierte sich Walter Scott bei Ravenswood Castle in seinem Werk „Der letzte Ravenswood“ an Winton Hall.

## South Lodge
Die South Lodge flankiert den südlichen Zufahrtsweg zu Winton House. Das aus dem späteren 19. Jahrhundert stammende Bauwerk liegt am Nordrand von Pencaitland. Es handelt sich um eine einstöckige Lodge aus cremefarbenem Sandstein. Das asymmetrische aufgebaute Gebäude schließt mit einem schiefergedeckten Dach, dessen First ein dekorativer Kamm aus Terrakotta ziert.
Die nebenliegende Torzufahrt stammt aus dem späten 17. oder frühen 18. Jahrhundert. Ornamentierte, schmiedeeiserne Pfeiler tragen das doppelflüglige, ebenfalls schmiedeeiserne Tor. Das überspannende Kopfstück stammt möglicherweise aus Bloxholm Hall und wurde erst später ergänzt. Die den Kutschweg flankierenden Fußgängertore sind fein gearbeitet und mit Blattwerk verziert. Sie wurden wahrscheinlich erst später hinzugefügt und bezüglich ihrer Gestaltung dem älteren Haupttor angepasst. Sie sind an steinernen Pfeilern aufgehängt, die aus dem früheren 20. Jahrhundert stammen könnten.

## North Lodge

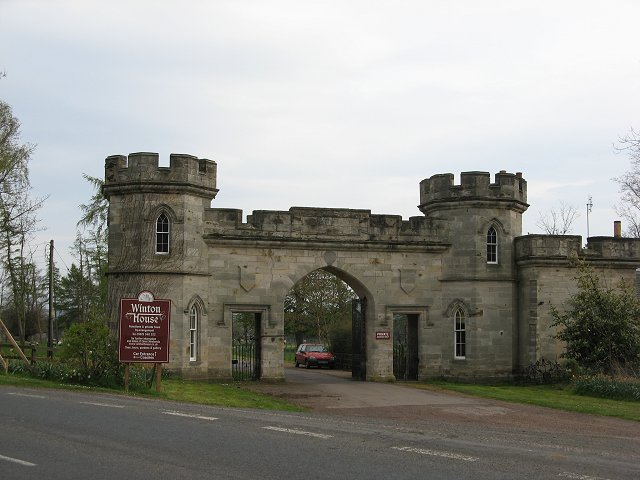
North Lodge

Rund 700 m nördlich des Herrenhauses befindet sich die North Lodge. Sie markiert die nördliche Zufahrt der Ländereien. Zu ihrer Bauzeit im frühen 19. Jahrhundert handelte es sich um zwei einzelne Türme mit oktogonalem Grundriss, welche den Weg flankierten. Gilbert Ogilvy ergänzte um 1925 den gemauerten Torbogen und verband damit beide zu einem Einzelbauwerk. Die Türme sind ebenso wie die Brücke über die spitzbögige Zufahrt mit einer Pseudo-Zinnenbewehrung versehen. Oberhalb der flankierenden Fußgängertore sind blanke Wappenplatten eingelassen. An der Ostseite wurde im späten 19. Jahrhundert ein Anbau mit Satteldach hinzugefügt. Das schmiedeeiserne, zweiflüglige Tor stammt möglicherweise aus dem 17. Jahrhundert. Die außenliegenden Tore sind wahrscheinlich späteren Datums.

## Wäscherei
Gilbert Ogilvy fügte die Wäscherei im Jahre 1928 hinzu. Das Gebäude liegt 200 m nordöstlich von Winton House. Es besteht aus einer hohen, einstöckigen Wäscherei, an die ein zweistöckiges Wohngebäude anschließt. Das Mauerwerk besteht aus Bruchstein vom Sandstein, der grob zu Quadern behauen wurde. Es sind Sprossenfenster mit unterschiedlicher Aufteilung verbaut. Eine Wappenplatte zeigt das Wappen des Clans Ogilvy. Das Dach ist mit grauem Schiefer eingedeckt. Das Gebäude wurde zwischenzeitlich zu einem Wohngebäude konvertiert.

## Stallungen
200 m nördlich von Winton House sind die zugehörigen Stallungen gelegen. Sie stammen aus dem späteren 19. Jahrhundert. Es handelt sich um einstöckige Gebäude, die einen Innenhof auf drei Seiten umschließen. Die Nordseite wird durch eine Mauer abgegrenzt, sodass ein vollkommen abgeschlossener Hof entsteht. Das Mauerwerk besteht aus Bruchstein vom Sandstein. Die Südseite mit zentralem Torweg ist symmetrisch aufgebaut und sieben Achsen weit. Eine Wappenplatte oberhalb des Torbogens ist blind. Die Dächer sind mit Schiefer eingedeckt.